# Майкол Верцотто
Майкол Верцотто (італ. Maicol Verzotto, 24 травня 1988) — італійський стрибун у воду.
Учасник Олімпійських Ігор 2016 року.
Призер Чемпіонату світу з водних видів спорту 2015 року.
Призер Чемпіонату Європи з водних видів спорту 2016 року.